# Besos prohibidos
Besos prohibidos (trad.: Beijos proibidos) é uma telenovela mexicana produzida e exibida pela Azteca em 1999. 
Foi protagonizada por Fernando Allende, Margarita Gralia, Eileen Abad e Víctor González e antagonizada por Salvador Pineda

## Elenco
- Fernando Allende - José Luis
- Margarita Gralia - Diana
- Salvador Pineda - Felipe
- Eileen Abad - Florencia
- Víctor González - Carlos
- Rodrigo Abed - Adalberto
- Lupita Sandoval - Petra
- Evangelina Elizondo - Cristina
- Ursula Prats - Dora
- Ximena Rubio - Patricia
- Ninel Conde - Karen
- Masha Kostiurina - Carmen
- Amara Villafuerte - Liliana
- Juan Vidal - Rainer
- Ana La Salvia